# I Paralyze
I Paralyze je sedamnaesti studijski album američke pjevačice Cher koji je 28. svibnja 1982. godine izdala izdavačka kuća Columbia Records. Album je doživio komercijalni neuspjeh i promašio top ljestvice. Nakon izdavanja albuma Cher je uzela petogodišnju pauzu od glazbene industrije te se posvetila glumi. 

## Informacije o albumu
Izdan 1982. godine ovaj album je jedini koji je izdala izdavačka kuća Columbia Records. Album su producirali John Farrar i David Wolpert te je na njemu ostvarila prvu suradnju s kompozitorom i producentom Desmond Childom. Album je promoviran samo u emisijama American Bandstand i Solid Gold, te je manjak promocije i razlog što je album doživio neuspjeh kod publike a kritike ga je zanemarila. Album je prvi puta izdan na CD-u 1989. godine u produkciji The Entertainment Company Columbia Records CBS Records International. Drugo izdanje albuma slijedi 1999. godine u produkciji izdavačke kuće Varèse Sarabande. 
Album se sastoji od više žanrova: rock smjer prethodnog albuma Black Rose na pjesmama "Walk With Me", "The Book of Love" i "Rudy"; naglasak countrya na naslovnoj "I Paralyze"; balade "When the Love is Gone" i "Do I Ever Cross Your Mind?"; tipični stil 80-ih godina na "Back On the Street Again" (obrada pjesme "Back on My Feet Again" grupe The Babys) te "Games". 
"Ruby" i "I Paralyze" su izdane kao singlice u svrhu promocije albuma ali su obje bile neuspješne. 1981. godine Cher snima duet s Meat Loafom pod nazivom "Dead Ringer For Love" koja je u Ujedinjenom Kraljevstvu bila hit ali se nije pojavila na albumu. 
Popis pjesama
Strana A
1. "Rudy" (Jacques Morali, Henri Belolo, Fergie Frederiksen, Howie Epstein, Jimmy Hunter, Mark Maierhoffer) 3:54
2. "Games" (Andrea Farber, Vince Melamed) 3:57
3. "I Paralyze" (John Farrar, Steve Kipner) 3:49
4. "When the Love Is Gone" (Desmond Child) 4:04
5. "Say What's on Your Mind" (J. Gottschalk) 4:06

Strana B
1. "Back on the Street Again" (Originally recorded by The Babys) (Dominic King, Frank Musker, John Waite) 3:19
2. "Walk with Me" (Child, David Wolfert) 3:32
3. "The Book of Love" (Child) 3:23
4. "Do I Ever Cross Your Mind" (Dorsey Burnett, Michael Smotherman	) 4:13

## Produkcija
- glavni vokal: Cher
- aranžer, klavijature: Jai Winding
- bubnjevi: Rick Shlosser
- gitara: Steve Lukather
- gitara: Sid McGinnis
- gitara: Carlos Rios
- gitara: Thom Rotella
- orgulje: Ralph Schuckett
- perkusija: Richard Crooks
- sintisajzer, bass gitara: Nathan East
- sintizajzer, gitara, aranžmani, producent: David Wolfert
- sintizajzer: Ed Walsh
- prateći vokal: Steve George
- prateći vokal: Tom Kelly
- prateći vokal: Myrna Mathews
- prateći vokal: Denise Maynelli
- prateći vokal: Marti McCall
- prateći vokal: Richard Page
- izvršni producent: Charles Koppelman
- producent: John Farrar, David Wolfert
- producenti reizdanja: Cary E. Mansfield, Mike Khouri
- tekst reizdanja: Mike Khouri
- inženjeri zvuka: Dennis Ferrante, John Arriass
- miksanje: Lee Decarlo
- remiksiranje: Dan Hersch
- supervizor masteringa, pretražitelj vrpca: Bill Inglot
- umjetničko usmjerenje: Nancy Greenberg
- dizajn reizdanja: Matt B.
- fotografija: Harry Langdon